# Samsung Galaxy Note
N7000 Galaxy Note – smartfon firmy Samsung, przynależący do serii urządzeń Galaxy, zaprezentowany na początku września 2011 na targach IFA w Berlinie.
Galaxy Note, jako pierwsze urządzenie zaprezentowane oficjalnie, zostało wyposażone w nowy ekran o wysokiej rozdzielczości (1280 × 800) – Super AMOLED HD.

## Opis

### Procesor
Za obliczenia w Galaxy Note odpowiada procesor Samsung Exynos, taktowany 1,4 GHz, oparty na dwóch rdzeniach ARM Cortex A9.
Zastosowana w Galaxy Note zintegrowana grafika ARM Mali 400 MP4 pozwala na odtwarzanie i nagrywanie filmów w jakości 1080p.

### Ekran
Galaxy Note wyposażono w ekran Super AMOLED HD. Jest to wyświetlacz o przekątnej 5,3" i rozdzielczości 1280 × 800 pikseli.

### Pamięć
Telefon posiada 16 lub 32 gigabajty wbudowanej przestrzeni dyskowej, którą można rozszerzyć za pomocą dodatkowej karty pamięci microSD (do 32 GB).
Samsung wyposażył Galaxy Note w 1 GB pamięci operacyjnej (RAM).

### Aparat
Urządzenie ma wbudowane dwa aparaty: główny (znajdujący się na tylnej części obudowy), o rozdzielczości 8 megapikseli, wyposażony w lampę LED i kamerę do rozmów wideo, o rozdzielczości 2 MP.
Za pomocą głównego aparatu można nagrywać filmy w jakości HD – 1920x1080, przy 30 klatkach na sekundę.

### System operacyjny i komunikacja
GALAXY Note bazuje na systemie operacyjnym Google Android w wersji 2.3.5, 4.0.4 oraz 4.1.2. Samsung wyposażył także Note w autorski interfejs TouchWiz 4.0.
Urządzenie może komunikować się za pomocą wbudowanego WiFi o standardach a/b/g/n, przez gniazdo USB 2.0, lub port Bluetooth 3.0.
Od 10 maja 2012 roku Samsung zaczął w Europie stopniowo aktualizować oprogramowanie do Androida 4.0 Ice Cream Sandwich. Od 30 maja 2012 Ice Cream Sandwich jest dostępny dla Polski